# Pflanzwirbach
Pflanzwirbach ist ein Ortsteil der Stadt Rudolstadt im Landkreis Saalfeld-Rudolstadt in Thüringen.

## Geografie
Pflanzwirbach liegt etwa 2 km nördlich von Rudolstadt. Durch das Dorf führt die Bundesstraße 85 von Rudolstadt über Bad Berka nach Weimar. Im Tal fließt die Rinne von Remda kommend der Saale zu. Beiderseitig des Tales sind bewaldete Hänge und Anhöhen. Im Tal betreibt man Land- und Gartenbau.

## Geschichte
Die urkundliche Ersterwähnung des Dorfes erfolgte am 19. Juli 1295. Das auf den Gotteswiesen stehende Steinkreuz gehörte wohl zu einer Gruppe dieser Steine. Der Name des Platzes am östlichen Dorfrand weist auf die Bedeutung dieses Platzes vergangener Zeiten hin. Der Ort gehörte bis 1733 den Besitzern von Schloss Kochberg, dann kam er als Exklave zum Herzogtum Sachsen-Gotha-Altenburg und wurde als Amtsort der Herrschaft Oberkranichfeld angegliedert. 1825 gelangte Pflanzwirbach durch einen Gebietsaustausch zur Oberherrschaft des Fürstentums Schwarzburg-Rudolstadt. 1918 kam der Ort zum Freistaat Schwarzburg-Rudolstadt und 1920 schließlich zum Land Thüringen.
Am 1. Juli 1950 erfolgte die Eingemeindung nach Rudolstadt. Trotzdem blieb der Ort ein Bauern- und Handwerkerdorf. Daher ist das Ortsbild auch noch ländlich. 1975 wurde mit dem Bau neuer Eigenheime das Dorf erweitert. Der Stall der ehemaligen LPG ist jetzt das Tierheim für Rudolstadt und Umgebung. Die Kirchgemeinde ist sehr aktiv.

## Sehenswürdigkeiten
- Kirche St. Erhard (Pflanzwirbach)